# Nikos Galis
Nikos Galis (Union City, New Jersey, SAD, 23. lipnja 1957.) bivši je grčki košarkaš. Jedan je od najboljih grčkih košarkaša svih vremena. Član je FIBA-ine Dvorane slavnih i uvršten je u 50 osoba koje su najviše doprinijele Euroligi.
Rođen je u Union Cityiju u Sjedinjenim Američkim Državama, gdje je njegova obitelj emigrirala. Studirao je na Sveučilištu Seton Hall (1975. – 1979.). Odabran je na NBA draftu 1979. godine kao 68. izbor od strane Boston Celticsa, ali nikada nije zaigrao u NBA ligi.
Usprkos velikom interesu Olimpijakosa i Panathinaikosa, Galis je odlučio da potpiše za Aris. Za 16 godina igranja u Grčkoj (13 u Arisu, i 3 za Panathinaikos), Galis je bio 11 puta najbolji strijelac grčkoga prvenstva, svaki put u Arisovom dresu, a najmanji prosjek poena u 13 solunskih sezona bio mu je 22,5 i to u posljednjoj sezoni.
S reprezentacijom Grčke, osvojio je zlatnu medalju na Europskom prvenstvu 1987. i srebrnu na Europskom prvenstvu 1989.